# 대니얼 J. 에반스

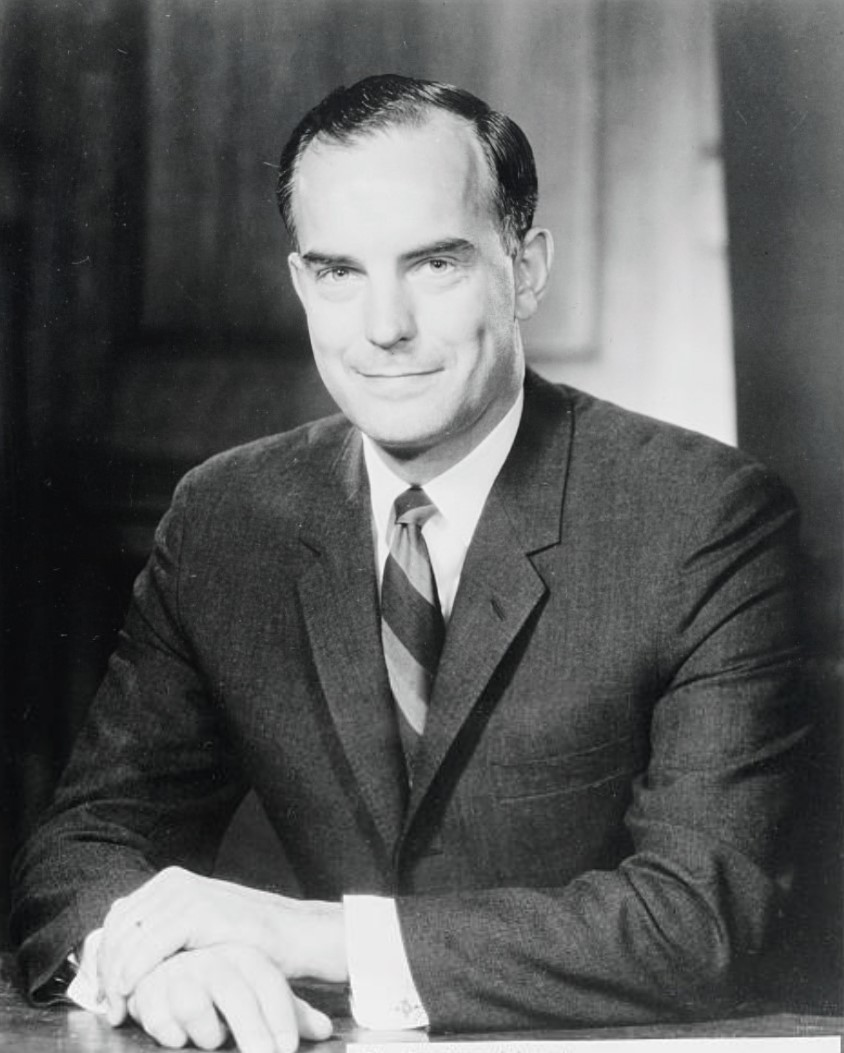
공식 초상화

대니얼 J. 에반스(Daniel J. Evans, 본명: 대니얼 잭슨 에반스, 본명 영어: Daniel Jackson Evans, 1925년 10월 16일 ~ 2024년 9월 20일)는 워싱턴주 출신의 미국 정치인이었다. 공화당 (미국)원인 그는 1965년부터 1977년까지 워싱턴 주지사를 역임했고, 1983년부터 1989년까지 미국 상원의원을 역임했다.
미국 해군에서 복무한 후 에반스는 1956년 워싱턴 하원 의원으로 선출되었다. 그 후 그는 1964년 주지사로 선출되기 전까지 하원의 공화당 지도자를 역임했다. 그는 1968년과 1972년에 두 번 더 재선되었다. 온건한 공화당원, 특히 사회 및 환경 문제에 관해 에반스는 1968년 공화당 대통령 후보로 넬슨 록펠러를 지지했고, 그해 공화당 전당대회에서 기조연설을 했음에도 불구하고 리처드 닉슨 지지를 거부했다.
에반스는 주지사 재임 기간 동안 미국 부통령 후보로 간주되었지만 선택되지 않았다. 1983년 헨리 M. 잭슨(Henry M. Jackson)의 사망 이후 미국 상원의원으로 임명됐고, 11월 보궐선거에서 당선돼 1989년까지 재직했으나 다시 출마를 거부했다. 사망 당시 그는 미국에서 가장 나이가 많은 전직 상원의원이자 두 번째로 나이가 많은 미국 주지사였다.